# قرار مجلس الأمن التابع للأمم المتحدة رقم 229
قرار مجلس الأمن التابع للأمم المتحدة رقم 229، المعتمد يوم 2 ديسمبر 1966، بعد اجتماع مغلق لاختيار الأمين العام . وأوصى المجلس، "إذ يعي الصفات المؤكدة للشعور العالي بواجب يو ثانت، واعتقادًا بأن إعادة تعيينه ستكون أكثر توصلًا إلى المصالح والأغراض الأكبر للمنظمة"، بتعيين يو ثانت لفترة أخرى كأمين عام.

## روابط خارجية
- نص القرار في undocs.org